# Elisa Arcara
Elisa Arcara (30 de enero de 1991) es una deportista italiana que compite en remo. Ganó una medalla de bronce en el Campeonato Mundial de Remo en Sala de 2023, en la prueba de ligero 2000 m.

## Palmarés internacional
| Campeonato Mundial | Campeonato Mundial   | Campeonato Mundial | Campeonato Mundial |
| Año                | Lugar                | Medalla            | Prueba             |
| ------------------ | -------------------- | ------------------ | ------------------ |
| 2023               | Mississauga (Canadá) | Medalla de bronce  | Ligero 2000 m      |